# Artem Morozov
Artem Mykolaiovych Morozov, né le 29 février 1980, est un rameur ukrainien.

## Palmarès

### Jeux olympiques
- 2012 à Londres ( Royaume-Uni)
  - 11e en Deux de couple

### Championnats du monde
- 2014, à Amsterdam ( Pays-Bas)
  -  Médaille d'or en Quatre de couple

### Championnats d'Europe
- 2008, à Athènes ( Grèce)
  -  Médaille de bronze en Deux de couple
- 2014, à Belgrade ( Serbie)
  -  Médaille d'or en Quatre de couple
- 2015, à Poznań ( Pologne)
  -  Médaille d'argent en Quatre de couple